# Визиани, Роберто де
Робе́рто де Визиа́ни (итал. Roberto de Visiani; 1800—1878) — итальянско-хорватский ботаник родом из Далмации.

## Биография
Роберто де Визиани родился 9 апреля 1800 года в Шибенике в семье известного врача Джованни Визиани и Мандалены Дражич. Учился в школе в Шибенике, затем — в гимназии в Сплите. Затем поступил в Падуанский университет, в 1822 году окончил его со степенью доктора медицины. Следующие 4 года работал ассистентом Джузеппе Антонио Бонато.
В 1829 году Визиани стал врачом в Которе, в 1830 — в Дрнише, в 1835 — Будве. Затем преподавал в Падуе, будучи адъюнкт-профессором, в 1837 году, после смерти Бонато, был назначен полным профессором и директором старейшего в Европе Падуанского ботанического сада. В мае 1877 года ушёл со всех должностей в связи с ухудшавшимся состоянием здоровья.
Визиани скончался в Падуе 4 мая 1878 года.
Основным направлением исследований Визиани была флора Венеции и Далмации. Большая часть гербария была передана Падуанскому университету (PAD).
Именем Визиани назван городской парк в его родном городе Шибенике.

## Некоторые научные публикации
- Visiani, R. Stirpium dalmaticarum specimen. — Patavii, 1826. — 57 p.
- Visiani, R. Plantae quaedam Aegypti ac Nubiae. — Patavii, 1836. — 43 p.
- Visiani, R. Della origine dell'orto botanico di Padova. — Venezia, 1839. — 43 p.
- Visiani, R. Illustratione delle piante nuove. — Padova, 1840—1844. — 3 vols.
- Visiani, R. Flora dalmatica. — Lipsiae, 1842—1852. — 3 vols.
- Visiani, R. L'Orto botanico di Padova. — Padova, 1842. — 151 p.
- Visiani, R. Considerazioni intorno al genere ed alla specie in botanica. — Venezia, 1847. — 59 p.
- Massalongo, A.; Visiani, R. Flora de' terreni terziarii di Novale. — Torino, 1856. — 47 p.
- Visiani, R.; Pančić, J. Plantae serbicae. — Venetiis, 1862—1870. — 3 vols.
- Saccardo, P.A.; Visiani, R. Catalogo delle piante vascolari del Veneto. — Venezia, 1869. — 292 p.

## Роды растений, названные в честь Р. Визиани
- Visiania DC., 1844 [= Ligustrum L., 1753]
- Visiania Gasp., 1844 [= Ficus L., 1753]